# Primnoella polita
Primnoella polita is een zachte koraalsoort uit de familie Primnoidae. De koraalsoort komt uit het geslacht Primnoella. De wetenschappelijke naam van de soort werd in 1936 gepubliceerd door Elisabeth Deichmann.